# Kazimierz Kaczor
Kazimierz Kaczor est un acteur de théâtre, de cinéma et de télévision polonais, né le 9 février 1941 à Cracovie.

## Biographie
Il étudie pendant un an et demi à l'université d'agriculture Hugo-Kołłątaj à Cracovie. Il débute sur les planches le 20 décembre 1959. Il travaille en tant que machiniste et acteur au Théâtre "Groteska" à Cracovie. En 1965 il sort diplômé de l'École nationale supérieure de théâtre Ludwik-Solski. Dans les années 1965-1973 il se produit au Théâtre Stary, dès 1973 il joue à Varsovie au Théâtre Contemporain (Teatr Współczesny) et au Théâtre Powszechny.
En septembre 1980 il organise une section de syndicat Solidarność au Théâtre Powszechny. En 1981 il devient délégué régional puis national du syndicat. Entre 1981 et 1987 il participe au boycotte de médias nationaux. Dans les années 1982–1983 et 1986–1987 il est le leader informel de Solidarité des artises de théâtre et de film. Il rédige également des articles dans la presse clandestine. Il a été interrogé et intimidé à plusieurs reprises par le service de sécurité, en 1982 sa voiture a été brûlée. D'après les archives de l'Institut de la mémoire nationale il a été mis sous surveillance par les services de sécurité dans le cadre de l'opération Krakus.

## Vie privée
Il est le fils d'Antoni et Aniela. Il a été marié trois fois . Il vit avec sa troisième femme, metteuse en scène et productrice Bożena Michalska. Il a  deux filles, Katarzyna et Agnieszka et un petit-fils, Hubert.

## Filmographie partielle
- 1974 : Plus fort que la tempête de Jerzy Hoffman : un officier du prince Bogusław Radziwiłł
- 1974  : La Terre de la grande promesse d'Andrzej Wajda : Kipman
- 1974  : Nie ma róży bez ognia de Stanisław Bareja :  l'infirmier de l'asile psychiatrique
- 1977 : L'Homme de marbre d'Andrzej Wajda : le colonel de service de sécurité
- 1978 : Co mi zrobisz, jak mnie złapiesz de Stanisław Bareja : le chef du garage
- 1989 : Co to konia obchodzi? de Grażyna Popowicz : "le ferrailleur"
- 1993 : La Petite Apocalypse de Costa Gavras : le vice-consul

## Récompenses et distinctions

### Décorations
- Croix d'argent du Mérite polonais (1979)
- Grand-croix de l'Ordre Polonia Restituta[5] (2022)
- Médaille d'or du Mérite culturel polonais Gloria Artis[6] (2022)